# Tlenek uranu(IV)
Tlenek uranu(IV) (ditlenek uranu), UO2 – nieorganiczny związek chemiczny z grupy tlenków, w którym uran występuje na IV stopniu utlenienia. W normalnych warunkach jest to czarny, słabo radioaktywny, krystaliczny proszek.

## Produkcja i właściwości
Tlenek uranu(IV) pozyskiwany jest najczęściej w wyniku redukcji tlenku uranu(VI) wodorem:
UO3 + H2 → UO2 + H2O (w temperaturze 700 °C)
Podczas ogrzewania z tlenem utlenia się do tlenku diuranu(V) uranu(VI):
3UO2 + O2 → U3O8 (w temperaturze 700 °C)
Tlenek uranu(IV) posiada tę samą strukturę krystaliczną co fluoryt. Podobną budowę mają także tlenek plutonu(IV) i tlenek neptunu(IV).
Wzbogacony tlenek uranu(IV) lub jego mieszanina z tlenkiem plutonu(IV) (tzw. MOX, z ang. mixed oxide) stosowane są jako paliwo jądrowe.
W przyrodzie występuje niezwykle rzadko, jako minerał zwany uraninitem.
Do 1960 roku używany był jako barwnik glazury i szkła. Szkło barwione tlenkiem uranu(IV) ma zielonkawy kolor i wykazuje silną fluorescencję w świetle UV.